# 시디바라니 전투
시디바라니 전투는 1940년 12월 10일부터 12월 11일까지 제2차 세계 대전의 서부 사막 전역에서 일어난 전투이다.
이 전투는 지중해 연안과 접한 이집트의 항구 도시인 시디바라니(Sidi Barrani)에서 영국군과 이탈리아군이 맞붙은 전투였다. 영국군이 전투에서 승리하면서 리비아 키레나이카의 대부분을 점령하는 교두보를 마련하게 된다.